# Décès en 880
Décès
- 876
- 877
- 878
- 879
- 880
- 881
- 882
- 883
- 884

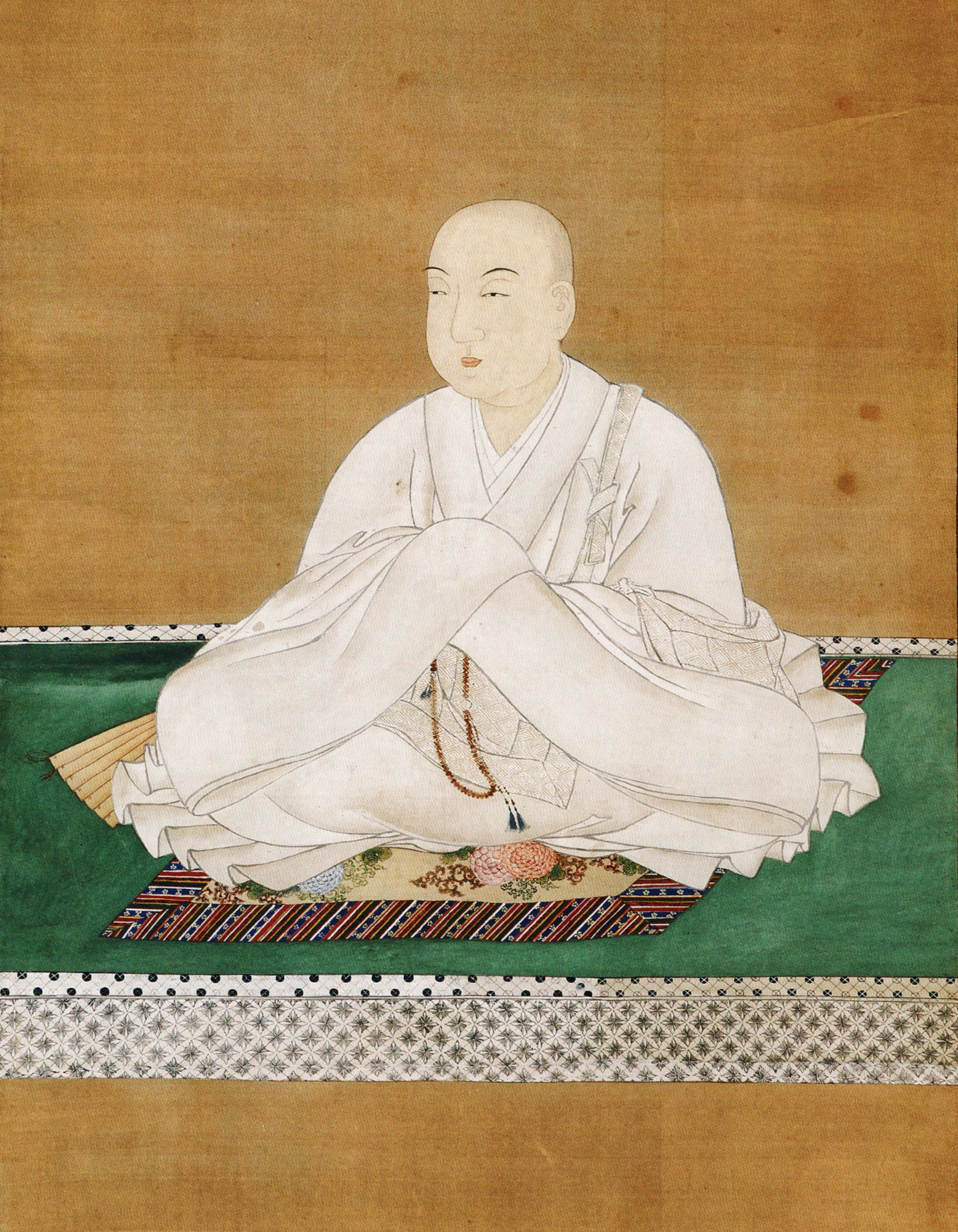
Seiwa mort en 880.

Cette page dresse une liste de personnalités mortes au cours de l'année 880 :
- 2 février : Bruno de Saxe, duc de Saxe.
- 22 mars : Carloman de Bavière[1], roi de Francie orientale.
- 9 juillet : Ariwara no Narihira, aristocrate japonais du début de l'époque de Heian et un poète de waka, choisi parmi les six génies de la poésie et les trente-six grands poètes.
- 11 octobre : Sugawara no Koreyoshi, érudit et noble japonais du début de l'époque de Heian.

- Anastase le Bibliothécaire, moine et lettré important.
- Fatima el Fihriya, surnommée Oum al Banine (en français : La mère des deux fils), figure historique de la ville de Fès
- Guaifer de Salerne, prince de Salerne.
- Al-Mahani, mathématicien et astronome musulman.
- Seiwa, cinquante-sixième empereur du Japon.

date incertaine (vers 880)
- Zhang Yanyuan, critique d'art et collectionneur chinois.

## Crédit d'auteurs
- Cet article est partiellement ou en totalité issu de l'article intitulé « 880 » (voir la liste des auteurs).